# Coloman Maioreanu
Coloman Maioreanu (n. 18 iulie 1911, Budapesta – d. 26 septembrie 1993, București) a fost un economist român, care a deținut funcția de președinte cu delegație al Băncii de Stat a Republicii Populare Române în perioada 23 ianuarie 1959 - 1 aprilie 1963.

## Biografie
Coloman Maioreanu s-a născut la Budapesta la 18 iulie 1911. 
A făcut școala la Făgăraș și a studiat la liceul Radu Negru din Făgăraș.
În verile din timpul liceului a lucrat la fabrica de cărămidă Stoff din Făgăraș.
După terminarea liceului a lucrat ca secretar al liceului Radu Negru.
A absolvit Facultatea de Drept a Universității din București.  
După absolvirea Facultății de Drept a lucrat la Banca de Credit Român din București, unde a început pe postul de copist.
După 1946 a lucrat la Ministerul de Finanțe și la Comitetul de Stat al Planificării. 
În perioada 23 ianuarie 1959 - 1 aprilie 1963 a deținut funcția de președinte cu delegație al Băncii de Stat a Republicii Populare Române.

## Autor de scrieri de specialitate
Coloman Maioreanu este autorul cărții Aurul și criza relațiilor valutar-financiare occidentale (București, Editura Academiei RSR, 1976).

## Distincții
- Ordinul Muncii clasa a III-a (21 august 1954) „pentru merite deosebite pe tărîmul construcției de stat, economice, sociale și culturale, cu ocazia celei de a zecea aniversări a eliberării patriei noastre”[2]
- Ordinul Steaua Republicii Populare Romîne clasa a III-a (10 august 1964) „pentru merite deosebite în opera de construire a socialismului, cu prilejul celei de a XX-a aniversări a eliberării patriei”[3]
- Ordinul 23 August clasa a III-a (1971) „pentru merite deosebite în opera de construire a socialismului, cu prilejul aniversării a 50 de ani de la constituirea Partidului Comunist Român”[4]